# Jean-Christophe Vergeynst
Pas d'image ? Cliquez ici

a Compétitions nationales et continentales officielles uniquement.

Jean-Christophe Vergeynst, né le 10 novembre 1946, est un joueur et entraîneur de rugby à XIII. Durant sa carrière sportive, il occupe le poste de troisième ligne.
Vergeynst joue pour le club de Limoux et remporte le premier titre de Championnat de France de son histoire en 1968 avec Laurent Roldos, Guy Andrieu, Louis Bonnery, Joseph Guiraud, Pierre Parpagiola et Paul-François de Nadaï.
Après sa carrière de joueur, il devient entraîneur et prend en main dans les années 1980 le club de Limoux qui emmène en finale de la Coupe de France en 1984 et 1985. Par la suite, entre 1991 et 1994, il prend en main les destinés de l'équipe de France après le départ de Jacques Jorda et se retire après la tournée de 1994. Il devient par la suite entraîneur du XIII Catalan en remportant un titre de Coupe de France en 1997.
Enfin, il devient président de 2003 à 2004 du XIII Catalan puis de 2007 à 2012 de Saint-Estève XIII Catalan.

## Palmarès

### En tant que joueur
- Collectif :
  - Vainqueur du Championnat de France : 1968 (Limoux).

### En tant qu'entraîneur
- Collectif :
  - Vainqueur de la Coupe de France : 1997 (XIII Catalan).
  - Finaliste de la Coupe de France : 1984 et 1985 (Limoux).